# Elinor Jackson
Elinor Junkin Jackson, född 1825, död 1854, var amerikanske generalen Stonewall Jacksons första hustru. Hon dog i barnsäng drygt ett år efter deras bröllop.

## Ungdom
Elinor var dotter till den framstående presbyterianske teologen George Junkin vilken sedan 1848 var rektor för Washington College i Lexington.

## Äktenskap
Till George Junkins bekantskapskrets hörde även Stonewall Jackson, som då var lärare vid Virginia Military Institute i Lexington. Den äldre Junkin och den yngre Jackson umgicks flitigt förenade av gemensamma intressen för teologi och presbyteriansk doktrin. Jackson och Elinor var tillsammans lärare vid den presbyterianska söndagsskolan. Under deras umgänge fattade Jackson tycke för henne och då hans känslor visade sig besvarade, förlovade de sig 1853. Men Elinors äldre syster Margaret var mycket avundsjuk på deras förhållande vilket gjorde att förlovningen bröts. Den återupptogs dock med Margarets tveksamma välsignelse och George Junkin vigde dem i augusti 1853.

## Död
Makarna stod utomordentligt nära varandra och genom Elinors inflytande fördjupades Jacksons redan tidigare starka tro. I oktober 1854 låg Elinor i barnsäng, men utkomsten var inte lycklig. Hon födde ett dödfött barn och dog själv strax därefter på grund av havandeskapskomplikationer. Jackson var förkrossad av sorg men fick stöd av sin tro. Paret hade bott hos hennes far och Jackson fortsatte att bo där i flera år till han började uppvakta Anna Morrison vilken skulle bli hans andra hustru.